# Marco Pascolo
Marco Pascolo (Sion, 9 marzo 1966) è un ex calciatore svizzero, di ruolo portiere.

## Biografia
Il padre di Marco Pascolo era emigrato a Sion dal Friuli per svolgere la professione di meccanico.

## Carriera

### Club
Ha iniziato a giocare a calcio come attaccante, ma a 18 anni ha deciso di provare a giocare in porta, trovandosi decisamente a suo agio nel ruolo di estremo difensore. Nella fase iniziale della sua carriera Pascolo ha affiancato all'attività calcistica un altro lavoro, quello di elettricista.
Ha esordito nel calcio professionistico nel 1986 con la maglia del Sion; nel 1989 è passato al Neuchâtel Xamax, vincendo, nel 1990, la Supercoppa di Svizzera. Dopo due campionati con il Neuchâtel Xamax si è trasferito al Servette. Con i ginevrini ha disputato 176 match, laureandosi campione di Svizzera nel 1993-1994.
Nel 1996 è stato ingaggiato dal Cagliari per giocare nella Serie A italiana. Quattro anni prima aveva, però, avuto qualcosa da dire sul calcio italiano, lasciando intendere che non sarebbe mai arrivato a giocare in Italia:
Con la maglia dei sardi ha però collezionato solo 14 presenze, commettendo anche diversi errori. Durante il mercato invernale del 1997 la squadra ha acquistato Giorgio Sterchele, che ha preso il posto di Pascolo tra i pali per il resto della stagione.
Nel 1997-1998 ha militato nei ranghi del Nottingham Forest, nella First Division inglese. L'esperienza inglese non è stata però positiva: con la casacca biancorossa Pascolo ha disputato solo 5 partite. Ha fatto quindi ritorno in patria, come portiere titolare dello Zurigo, con cui ha giocato dal 1998 al 2002 e con cui ha vinto la Coppa Svizzera nel 1999-2000.
Ha concluso la sua carriera al Servette nel 2002-2003.

### Nazionale
Ha giocato 57 volte per la nazionale svizzera tra il 1992 e il 2001. Ha esordito il 26 gennaio 1992 contro gli Emirati Arabi Uniti. È stato il portiere titolare della nazionale elvetica al campionato del mondo 1994 e al campionato d'Europa 1996.

## Dopo il ritiro
Nel 2007 è stato chiamato a ricoprire l'incarico di preparatore dei portieri del Sion.
Dal mese di febbraio 2012 al 2015 è stato il preparatore dei portieri della Svizzera Under-21.

## Statistiche

### Cronologia presenze e reti in nazionale
| Cronologia completa delle presenze e delle reti in nazionale ― Svizzera | Cronologia completa delle presenze e delle reti in nazionale ― Svizzera | Cronologia completa delle presenze e delle reti in nazionale ― Svizzera | Cronologia completa delle presenze e delle reti in nazionale ― Svizzera | Cronologia completa delle presenze e delle reti in nazionale ― Svizzera | Cronologia completa delle presenze e delle reti in nazionale ― Svizzera | Cronologia completa delle presenze e delle reti in nazionale ― Svizzera | Cronologia completa delle presenze e delle reti in nazionale ― Svizzera |
| Data                                                                    | Città                                                                   | In casa                                                                 | Risultato                                                               | Ospiti                                                                  | Competizione                                                            | Reti                                                                    | Note                                                                    |
| ----------------------------------------------------------------------- | ----------------------------------------------------------------------- | ----------------------------------------------------------------------- | ----------------------------------------------------------------------- | ----------------------------------------------------------------------- | ----------------------------------------------------------------------- | ----------------------------------------------------------------------- | ----------------------------------------------------------------------- |
| 29-1-1992                                                               | Dubai                                                                   | Emirati Arabi Uniti                                                     | 0 – 2                                                                   | Svizzera                                                                | Amichevole                                                              | -                                                                       |                                                                         |
| 25-3-1992                                                               | Dublino                                                                 | Irlanda                                                                 | 2 – 1                                                                   | Svizzera                                                                | Amichevole                                                              | -1                                                                      | 40’                                                                     |
| 16-8-1992                                                               | Tallinn                                                                 | Estonia                                                                 | 0 – 6                                                                   | Svizzera                                                                | Qual. Mondiali 1994                                                     | -                                                                       |                                                                         |
| 9-9-1992                                                                | Berna                                                                   | Svizzera                                                                | 3 – 1                                                                   | Scozia                                                                  | Qual. Mondiali 1994                                                     | -1                                                                      |                                                                         |
| 14-10-1992                                                              | Cagliari                                                                | Italia                                                                  | 2 – 2                                                                   | Svizzera                                                                | Qual. Mondiali 1994                                                     | -2                                                                      |                                                                         |
| 18-11-1992                                                              | Berna                                                                   | Svizzera                                                                | 3 – 0                                                                   | Malta                                                                   | Qual. Mondiali 1994                                                     | -                                                                       |                                                                         |
| 17-3-1993                                                               | Tunisi                                                                  | Tunisia                                                                 | 0 – 1                                                                   | Svizzera                                                                | Amichevole                                                              | -                                                                       |                                                                         |
| 31-3-1993                                                               | Zurigo                                                                  | Svizzera                                                                | 1 – 1                                                                   | Portogallo                                                              | Qual. Mondiali 1994                                                     | -1                                                                      |                                                                         |
| 17-4-1993                                                               | Ta' Qali                                                                | Malta                                                                   | 0 – 2                                                                   | Svizzera                                                                | Qual. Mondiali 1994                                                     | -                                                                       |                                                                         |
| 1-5-1993                                                                | Berna                                                                   | Svizzera                                                                | 1 – 0                                                                   | Italia                                                                  | Qual. Mondiali 1994                                                     | -                                                                       |                                                                         |
| 11-8-1993                                                               | Borås                                                                   | Svezia                                                                  | 1 – 2                                                                   | Svizzera                                                                | Amichevole                                                              | -1                                                                      |                                                                         |
| 8-9-1993                                                                | Aberdeen                                                                | Scozia                                                                  | 1 – 0                                                                   | Svizzera                                                                | Qual. Mondiali 1994                                                     | -1                                                                      |                                                                         |
| 13-10-1993                                                              | Porto                                                                   | Portogallo                                                              | 1 – 0                                                                   | Svizzera                                                                | Qual. Mondiali 1994                                                     | -1                                                                      |                                                                         |
| 17-11-1993                                                              | Zurigo                                                                  | Svizzera                                                                | 4 – 0                                                                   | Estonia                                                                 | Qual. Mondiali 1994                                                     | -                                                                       |                                                                         |
| 26-1-1994                                                               | Oakland                                                                 | Messico                                                                 | 1 – 5                                                                   | Svizzera                                                                | Amichevole                                                              | -1                                                                      |                                                                         |
| 9-3-1994                                                                | Budapest                                                                | Ungheria                                                                | 1 – 2                                                                   | Svizzera                                                                | Amichevole                                                              | -1                                                                      |                                                                         |
| 20-4-1994                                                               | Zurigo                                                                  | Svizzera                                                                | 3 – 0                                                                   | Rep. Ceca                                                               | Amichevole                                                              | -                                                                       |                                                                         |
| 11-6-1994                                                               | Montréal                                                                | Bolivia                                                                 | 0 – 0                                                                   | Svizzera                                                                | Amichevole                                                              | -                                                                       | 46’                                                                     |
| 18-6-1994                                                               | Pontiac                                                                 | Stati Uniti                                                             | 1 – 1                                                                   | Svizzera                                                                | Mondiali 1994 - 1º turno                                                | -1                                                                      |                                                                         |
| 22-6-1994                                                               | Detroit                                                                 | Romania                                                                 | 1 – 4                                                                   | Svizzera                                                                | Mondiali 1994 - 1º turno                                                | -1                                                                      |                                                                         |
| 26-6-1994                                                               | Stanford                                                                | Svizzera                                                                | 0 – 2                                                                   | Colombia                                                                | Mondiali 1994 - 1º turno                                                | -2                                                                      |                                                                         |
| 2-7-1994                                                                | Washington                                                              | Spagna                                                                  | 3 – 0                                                                   | Svizzera                                                                | Mondiali 1994 - Ottavi di finale                                        | -3                                                                      | 85’                                                                     |
| 6-9-1994                                                                | Sion                                                                    | Svizzera                                                                | 1 – 0                                                                   | Emirati Arabi Uniti                                                     | Amichevole                                                              | -                                                                       | 63’                                                                     |
| 12-10-1994                                                              | Berna                                                                   | Svizzera                                                                | 4 – 2                                                                   | Svezia                                                                  | Qual. Euro 1996                                                         | -2                                                                      |                                                                         |
| 16-11-1994                                                              | Losanna                                                                 | Svizzera                                                                | 1 – 0                                                                   | Islanda                                                                 | Qual. Euro 1996                                                         | -                                                                       |                                                                         |
| 14-12-1994                                                              | Istanbul                                                                | Turchia                                                                 | 1 – 2                                                                   | Svizzera                                                                | Qual. Euro 1996                                                         | -1                                                                      |                                                                         |
| 29-3-1995                                                               | Budapest                                                                | Ungheria                                                                | 2 – 2                                                                   | Svizzera                                                                | Qual. Euro 1996                                                         | -2                                                                      |                                                                         |
| 26-4-1995                                                               | Istanbul                                                                | Svizzera                                                                | 1 – 2                                                                   | Turchia                                                                 | Qual. Euro 1996                                                         | -2                                                                      |                                                                         |
| 19-6-1995                                                               | Losanna                                                                 | Svizzera                                                                | 0 – 1                                                                   | Italia                                                                  | Torneo del Centenario della Federazione Svizzera                        | -1                                                                      |                                                                         |
| 16-8-1995                                                               | Reykjavík                                                               | Islanda                                                                 | 0 – 2                                                                   | Svizzera                                                                | Qual. Euro 1996                                                         | -                                                                       |                                                                         |
| 6-9-1995                                                                | Göteborg                                                                | Svezia                                                                  | 0 – 0                                                                   | Svizzera                                                                | Qual. Euro 1996                                                         | -                                                                       |                                                                         |
| 11-10-1995                                                              | Zurigo                                                                  | Svizzera                                                                | 3 – 0                                                                   | Ungheria                                                                | Qual. Euro 1996                                                         | -                                                                       |                                                                         |
| 15-11-1995                                                              | Londra                                                                  | Inghilterra                                                             | 3 – 1                                                                   | Svizzera                                                                | Amichevole                                                              | -3                                                                      |                                                                         |
| 13-3-1996                                                               | Lussemburgo                                                             | Lussemburgo                                                             | 1 – 1                                                                   | Svizzera                                                                | Amichevole                                                              | -1                                                                      |                                                                         |
| 27-3-1996                                                               | Vienna                                                                  | Austria                                                                 | 1 – 0                                                                   | Svizzera                                                                | Amichevole                                                              | -1                                                                      |                                                                         |
| 24-4-1996                                                               | Lugano                                                                  | Svizzera                                                                | 2 – 0                                                                   | Galles                                                                  | Amichevole                                                              | -                                                                       | 84’                                                                     |
| 1-6-1996                                                                | Basilea                                                                 | Svizzera                                                                | 1 – 2                                                                   | Rep. Ceca                                                               | Amichevole                                                              | -2                                                                      |                                                                         |
| 8-6-1996                                                                | Londra                                                                  | Inghilterra                                                             | 1 – 1                                                                   | Svizzera                                                                | Euro 1996 - 1º turno                                                    | -1                                                                      |                                                                         |
| 13-6-1996                                                               | Birmingham                                                              | Svizzera                                                                | 0 – 2                                                                   | Paesi Bassi                                                             | Euro 1996 - 1º turno                                                    | -2                                                                      |                                                                         |
| 18-6-1996                                                               | Birmingham                                                              | Svizzera                                                                | 0 – 1                                                                   | Scozia                                                                  | Euro 1996 - 1º turno                                                    | -1                                                                      |                                                                         |
| 31-8-1996                                                               | Baku                                                                    | Azerbaigian                                                             | 1 – 0                                                                   | Svizzera                                                                | Qual. Mondiali 1998                                                     | -1                                                                      |                                                                         |
| 6-10-1996                                                               | Helsinki                                                                | Finlandia                                                               | 2 – 3                                                                   | Svizzera                                                                | Qual. Mondiali 1998                                                     | -2                                                                      |                                                                         |
| 10-11-1996                                                              | Berna                                                                   | Svizzera                                                                | 0 – 1                                                                   | Norvegia                                                                | Qual. Mondiali 1998                                                     | -1                                                                      |                                                                         |
| 18-11-1998                                                              | Budapest                                                                | Ungheria                                                                | 2 – 0                                                                   | Svizzera                                                                | Amichevole                                                              | -                                                                       | 46’                                                                     |
| 10-2-1999                                                               | Mascate                                                                 | Oman                                                                    | 1 – 2                                                                   | Svizzera                                                                | Amichevole                                                              | -1                                                                      |                                                                         |
| 23-2-2000                                                               | Mascate                                                                 | Emirati Arabi Uniti                                                     | 1 – 0                                                                   | Svizzera                                                                | Amichevole                                                              | -1                                                                      |                                                                         |
| 2-9-2000                                                                | Zurigo                                                                  | Svizzera                                                                | 0 – 1                                                                   | Russia                                                                  | Qual. Mondiali 2002                                                     | -1                                                                      |                                                                         |
| 28-2-2001                                                               | Larnaca                                                                 | Polonia                                                                 | 4 – 0                                                                   | Svizzera                                                                | Amichevole                                                              | -4                                                                      |                                                                         |
| 24-3-2001                                                               | Belgrado                                                                | Jugoslavia                                                              | 1 – 1                                                                   | Svizzera                                                                | Qual. Mondiali 2002                                                     | -1                                                                      |                                                                         |
| 28-3-2001                                                               | Zurigo                                                                  | Svizzera                                                                | 5 – 0                                                                   | Lussemburgo                                                             | Qual. Mondiali 2002                                                     | -                                                                       |                                                                         |
| 25-4-2001                                                               | Ginevra                                                                 | Svizzera                                                                | 0 – 2                                                                   | Svezia                                                                  | Amichevole                                                              | -                                                                       | 46’                                                                     |
| 2-6-2001                                                                | Toftir                                                                  | Fær Øer                                                                 | 0 – 1                                                                   | Svizzera                                                                | Qual. Mondiali 2002                                                     | -                                                                       |                                                                         |
| 6-6-2001                                                                | Basilea                                                                 | Svizzera                                                                | 0 – 1                                                                   | Slovenia                                                                | Qual. Mondiali 2002                                                     | -1                                                                      |                                                                         |
| 15-8-2001                                                               | Kaiserslautern                                                          | Austria                                                                 | 1 – 2                                                                   | Svizzera                                                                | Amichevole                                                              | -1                                                                      | cap.                                                                    |
| 1-9-2001                                                                | Basilea                                                                 | Svizzera                                                                | 1 – 2                                                                   | Jugoslavia                                                              | Qual. Mondiali 2002                                                     | -2                                                                      | cap.                                                                    |
| Totale                                                                  |                                                                         | Presenze                                                                | 55                                                                      |                                                                         | Reti                                                                    | -52                                                                     |                                                                         |

## Palmarès
- Supercoppa di Svizzera: 1

Neuchâtel Xamax: 1990
- Campionato svizzero: 1

Servette: 1993-1994
- Coppa Svizzera: 1

Zurigo: 1999-2000